# It's a SpongeBob Christmas!
«It's a SpongeBob Christmas» (titulado «¡La Navidad de Bob Esponja!» en Hispanoamérica y «¡Una Navidad Esponjosa!» en España) es el episodio 23 de la octava temporada y el episodio 175 en general de la serie de televisión animada estadounidense Bob Esponja. Se emitió originalmente en CBS en los Estados Unidos el 23 de noviembre de 2012 y en Nickelodeon el 6 de diciembre. En el especial, Plankton intenta convencer a Bob Esponja de transformar a todos en Fondo de Bikini en idiotas alimentándolos con sus pasteles de frutas especiales con Jerktonium para poder cumplir su deseo de Navidad: la fórmula secreta de la Cangreburger.
El episodio fue producido en animación stop motion en Screen Novelties y fue dirigido por Mark Caballero y Seamus Walsh, dos de los fundadores de la empresa. El estilo de animación se inspiró en los de los especiales de televisión clásicos de Rankin/Bass. Escrito por Luke Brookshier, Marc Ceccarelli, Derek Iversen y Mr. Lawrence, «It's a SpongeBob Christmas!» se basó en la canción de 2009 de Tom Kenny y Andy Paley «Don't Be a Jerk (It's Christmas)» , que también apareció en el episodio. John Goodman interpretó como estrella invitada la voz de Santa Claus. El 6 de noviembre de 2012, se lanzaron simultáneamente el álbum de la banda sonora y el DVD del episodio.
Tras su estreno, «It's a SpongeBob Christmas!» atrajo a casi cinco millones de espectadores y tuvo una recepción crítica positiva. Recibió cuatro nominaciones en la 40.ª edición de los premios Annie, incluida la de Mejor producción televisiva animada para niños (con Dan Driscoll ganando la categoría de animación de personajes en una televisión animada u otra categoría de producción de lugares de transmisión). También fue nominado a Mejor Edición de Sonido en Televisión en la 60.ª edición de los Golden Reel Awards.

## Trama
En el resumen inicial del especial, el pirata Parche el loro Potty conducen un camión de correo que el primero había robado. Mientras discuten sobre las direcciones al Polo Norte, Potty ve un tenedor en el camino y se estrella. Durante la temporada navideña en Fondo de Bikini, Plankton se enoja porque sus actos malvados lo han colocado en la lista de traviesos de Santa Claus y no recibirá su deseo navideño: la fórmula secreta de Cangreburger. Sin embargo, descubre el Jertonio, un elemento que puede convertir a cualquier persona amable en un imbécil, y trama un plan. Hornea pasteles de frutas con Jertonium y pretende repartirlos por la ciudad. Para probarlo, Plankton le permite a Bob Esponja probar un pastel de frutas, pero descubre que es inmune al Jerktonio. Molesto porque su plan aparentemente falló, Plankton le da su dispensador de pasteles de frutas a Bob Esponja, quien rápidamente distribuye los pasteles de frutas a todo Fondo de Bikini y convierte a todos los residentes en idiotas. Luego, Plankton envía a Bob Esponja, un malvado robot de cuerda, para cometer actos problemáticos e incriminar al verdadero Bob Esponja.
Al día siguiente, Bob Esponja comienza a notar que todos actúan como idiotas. Bob Esponja y Arenita Mejillas descubren el antídoto contra el Jertonium, y resulta que es una canción. Bob Esponja canta la canción y devuelve el espíritu navideño a los residentes. Sin embargo, cuando llega Santa Claus, afirma que todos en la ciudad están en su lista de traviesos excepto Plankton, a quien le da la fórmula secreta. El robot Bob Esponja llega para eliminar a Santa, pero Bob Esponja destruye al robot con el dispensador de pasteles de frutas. Santa agradece a Bob Esponja y le da carbón a Plankton al enterarse de que él estaba detrás del caos.
Cuando Parche está a punto de dejar de buscar a Santa, de repente encuentra lo que cree que es el taller de Santa. Luego ve a Santa con regalos en una cueva y le dice que su deseo navideño es conocer a Bob Esponja. Parche se da cuenta de que estaba alucinando y en realidad se encontró con un oso polar, que comienza a perseguirlo. Después de que Santa pone a Parche en la lista de traviesos por robar el camión del correo, él y Potty le desean al público una Feliz Navidad.

## Producción

### Desarrollo, redacción y casting de voces

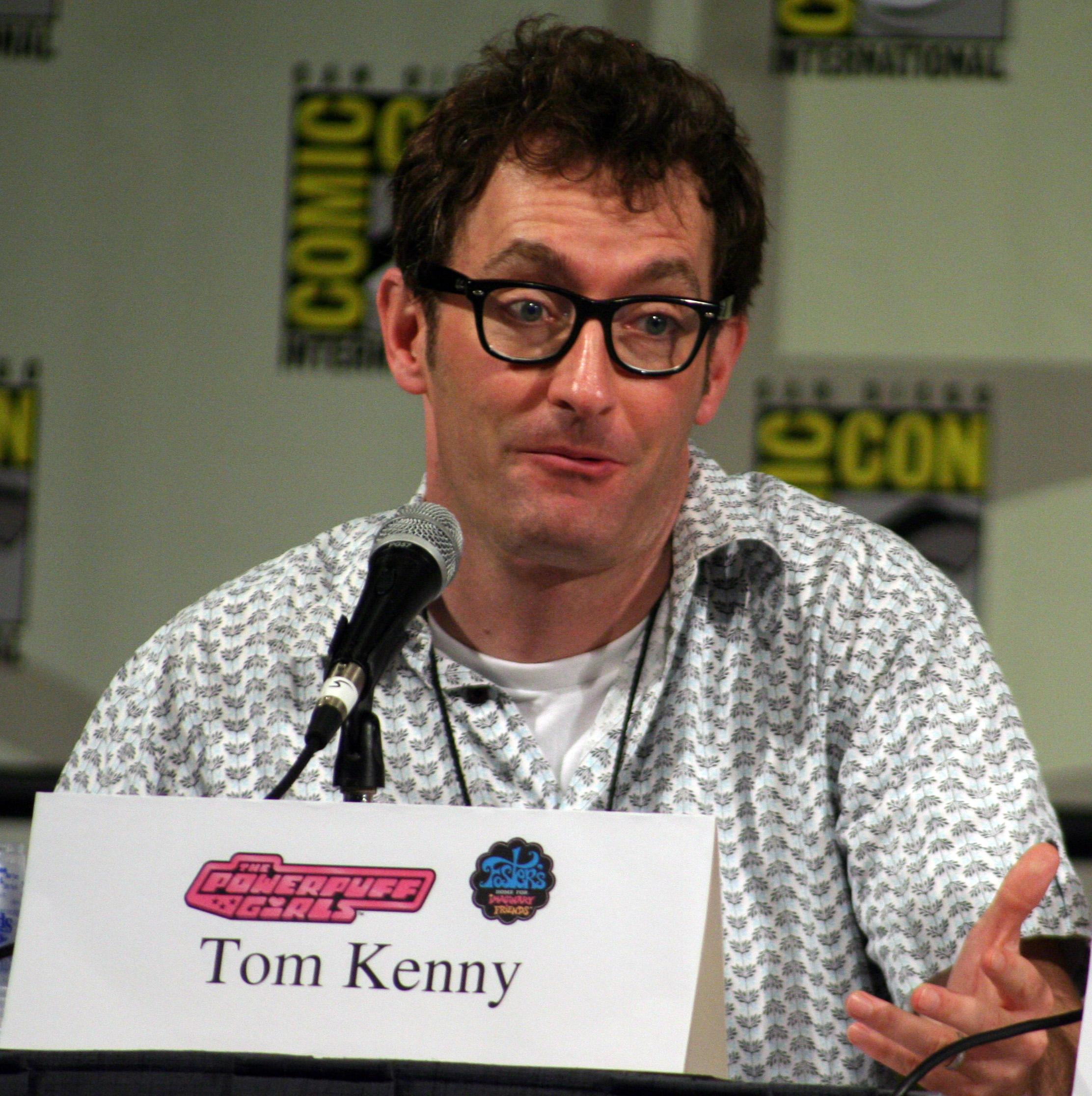
Tom Kenny (en la foto de 2008) y la canción navideña de Andy Paley «Don't Be a Jerk (It's Christmas)», que se lanzó en 2009, inspiraron a Nickelodeon a producir el especial de Navidad. La canción se utilizó como música destacada en el episodio y fue relanzada en el álbum de la banda sonora.

Luke Brookshier, Marc Ceccarelli, Derek Iversen y Mr. Lawrence fueron los escritores del episodio, con Brookshier y Ceccarelli como directores del guion gráfico. «It's a SpongeBob Christmas!» se basó en la canción navideña de 2009  «Don't Be a Jerk (It's Christmas)» escrita por el actor de voz de Bob Esponja, Tom Kenny, y su compañero de escritura Andy Paley. Lo escribieron como «... simplemente una pequeña tarjeta de presentación de muestra de lo que estábamos pensando». La historia de la canción fue concebida con la ayuda de uno de los escritores del episodio, Mr. Lawrence. Kenny explicó: «... Finalmente alguien en Nickelodeon la encontró [la canción] en su escritorio y decidió convertirla en un especial navideño». La cadena permitió que Kenny y Paley escribieran tres canciones más para el próximo episodio especial (Nickelodeon finalmente decidió lanzar un álbum de banda sonora, que se convirtió en el álbum It's a SpongeBob Christmas! Album, que contiene las canciones que coinciden con el episodio).
«It's a SpongeBob Christmas!» fue el primer episodio completo de la serie producido en animación stop motion. Mark Caballero, Seamus Walsh y Christopher Finnegan lo animaron en Screen Novelties, mientras que Caballero y Walsh fueron los directores. Screen Novelties fue elegido por los ejecutivos del programa para ejecutar la animación porque ya habían trabajado con ellos antes en otros proyectos más pequeños. Estos incluyen la renovación de la secuencia del título de apertura del programa de Atrapados en el congelador de 2009 y la secuencia stop motion de Bob Esponja: la película. Walsh explicó: «Excavaron uno de nuestros cortos que habíamos hecho hace un tiempo, que se llamaba Graveyard Jamboree with Mysterious Mose y querían que aplicáramos nuestra sensibilidad a SpongeBob ... Venimos del mismo planeta en cuanto a nuestro sentido del humor y nuestra sensibilidad cómica están preocupados, pero también queríamos asegurarnos de que pareciera un episodio de Bob Esponja».
Todos los miembros principales del elenco de Bob Esponja prestaron sus voces para el episodio. El productor ejecutivo de la serie Paul Tibbitt también tuvo un papel menor como orador como la voz de Potty the Parrot. Además del elenco habitual, el actor estadounidense John Goodman protagonizó el episodio como la voz de Santa Claus.

### Animación y rodaje
Los animadores citaron los clásicos especiales de televisión Rudolph the Red-Nosed Reindeer y Santa Claus Is Comin' to Town de Rankin/Bass Productions como inspiraciones para los estilos de animación del episodio. Caballero dijo: «Bueno, estamos muy inmersos en ese estilo particular de Arthur Rankin y Jules Bass. Son nuestros grandes héroes... Así que aprovechamos ese conocimiento con seguridad. Sin embargo, definitivamente usamos trucos modernos. Filmamos todo con cámaras digitales directamente a los discos duros de nuestros iMac».
La producción del episodio comenzó oficialmente en octubre de 2011 en Los Ángeles, California, después de varios meses de investigación y desarrollo. Los animadores trabajaron estrechamente con el productor ejecutivo Paul Tibbitt, el creador Stephen Hillenburg y el director creativo Vincent Waller para garantizar que los personajes de dibujos animados se tradujeran correctamente en títeres tridimensionales. Hillenburg y Tibbitt brindaron comentarios prácticos sobre la producción semanalmente. «Revisaban los semanarios y hablaban con nosotros de los distintos chistes [...] Fue realmente una experiencia placentera cuando vinieron de visita, porque venimos del mismo planeta. Todo se sintió muy fácil y natural», dijo Walsh.
Alrededor de 30 personas, a quienes Walsh describió como «... parecían encantadas de trabajar en el programa», trabajaron en la realización del episodio en Screen Novelties. Walsh describió la etapa inicial de producción como «un período muy ocupado para todos nosotros... Llegamos alrededor de las 8:30 de la mañana y no salimos hasta la medianoche algunos días. Pero todo pasó bastante rápido». Dijo que «se sintieron muy afortunados porque normalmente los ejecutivos involucrados en las producciones consideran que el proceso stop-motion es molesto, pero en este especial, estaban muy entusiasmados y entusiasmados». Para mantener al equipo de producción con el espíritu navideño, se reprodujo música navideña durante seis meses, que incluía 83 versiones de La suite del cascanueces. Según Finnegan, el rodaje tardó unos cinco meses.

#### Construcción del set
Caballero y Walsh tuvieron conflictos para asegurarse de que la versión stop motion de Fondo de Bikini se pareciera al mundo 2D de la serie. Caballero dijo que «No queríamos hacer copias escultóricas exactas de los dibujos y diseños de los dibujos animados, sólo porque podría haber terminado sintiéndose demasiado "perfecto" o algo así. Así que decidimos reapropiarnos de los objetos del mundo real tanto como fuera posible». La directora de arte Kelly Mazurowski se centró en «excavar en los depósitos de salvamento» y elegir los materiales adecuados para utilizar en el decorado. Caballero describió este proceso como «"hacer un títere" del mundo de Fondo de Bikini».
Se construyeron seis escenarios en los que se usaron 60 libras de bicarbonato de sodio como nieve (el equipo intentó usar nieve real pero se derritió), se usaron 42 libras de brillantina para cubrir el fondo y 20 cajas de cereal para el desayuno para cubrir las rocas de coral. Se utilizaron más de 38 tipos diferentes de espuma para realizar las escenas y los cuerpos y cabezas de los personajes. Para representar la casa de piña de Bob Esponja, se utilizaron hojas de palma de un árbol en el patio de una escuela. Otros accesorios y materiales utilizados fueron una estrella de mar real, tres árboles de Navidad (para las Escenas del País de las Maravillas Invernales de Parche el Pirata), seis cajas de cereal de hojaldre (para crear el pastel de frutas dentro de la boca de Bob Esponja), 21 libras de ojos saltones (para remaches, piezas de textura, perillas, etc.), 22 libras de astillas de madera (para crear el piso de la cúpula del árbol de Arenita) y 24 ramos de flores artesanales (para crear la carroza del desfile).

#### Diseño de personaje
Según Caballero, Bob Esponja fue el personaje más difícil de traducir al stop motion. Era tan «...solo por la gran cantidad de piezas que había que fabricar. Queríamos conservar la mayor cantidad posible de esa tontería blanda y elástica, por lo que tenía docenas de piezas de repuesto, como brazos, narices e incluso varios tamaños de mejillas y pecas, por supuesto, como personaje principal, realmente quieres asegurarte de que cautivará al público, lo que genera un tipo especial de presión». Walsh dijo: «Lo más importante es capturar el espíritu del personaje, no necesariamente una copia literal del 2D. Los títeres tienen su propio tipo de energía y hay que tener cuidado con qué incluir y qué omitir». Por otro lado, el Pirata Parche se convirtió en el personaje más fácil de hacer «porque tiene las proporciones más humanoides».

## Lanzamiento

### Transmisión
En junio de 2012 se lanzó un avance del episodio. El 23 de noviembre de 2012, «It's a SpongeBob Christmas!» es transmitido por CBS en Estados Unidos y por YTV en Canadá. También se estrenó en el Reino Unido e Irlanda el 2 de diciembre de 2012. El 6 de diciembre de 2012, es transmitido por Nickelodeon en los Estados Unidos, doce años después de la emisión original del primer especial navideño de Bob Esponja, «Christmas Who?». Según Caballero, la decisión de convertir el episodio en un especial en horario de máxima audiencia de CBS «llegó más tarde» y el equipo «se emocionó cuando escuchó la noticia». Dijo que puede deberse a que «la mayoría de los especiales navideños clásicos como Rudolph [the Red-Nosed Reindeer], Frosty [the Snowman], se transmiten en ese canal. ¡Estar incluido en esa programación estaba muy lejos!».

### Medios domésticos y otros lanzamientos
«It's a SpongeBob Christmas!» fue lanzado en una compilación en DVD del mismo nombre el 30 de octubre de 2012 en Canadá y el 6 de noviembre de 2012 en los Estados Unidos. El DVD presenta contenido exclusivo que incluye la realización detrás de escena del especial y entrevistas con el elenco y el equipo, una animación precoloreada y un tronco de Navidad. El anuncio inicial del lanzamiento del DVD decía que contendría tres especiales navideños de T.U.F.F. Puppy, Fanboy & Chum Chum y Los padrinos mágicos como características adicionales; sin embargo, estos se eliminaron de la versión real. Sin embargo, la exclusiva de Target de It's A SpongeBob Christmas! incluyó los episodios navideños de esos programas en un disco extra. También se anunció un lanzamiento en Blu-ray, pero se canceló una semana después por razones desconocidas; sin embargo, el 22 de julio de 2013, Paramount Home Media Distribution anunció que el Blu-ray se lanzaría el 15 de octubre de 2013. «It's a SpongeBob Christmas!» se lanzó para descarga digital el 31 de octubre de 2012 e incluye más de 30 minutos de metraje exclusivo detrás de escena, una versión para cantar de «Don't Be a Jerk (It's Christmas)» y más. El 12 de marzo de 2013, fue lanzado en el DVD SpongeBob SquarePants: The Complete Eighth Season, junto con todos los episodios de la octava temporada.

## Recepción

### Audiencia
En su emisión original en CBS el 23 de noviembre, el episodio fue visto por aproximadamente 3,626 millones de hogares y recibió una calificación de Nielsen de 0,9 y una participación del 3% entre adultos de entre 18 y 49 años. El sábado 8 de diciembre, la transmisión del episodio en Nickelodeon atrajo a 4,8 millones de espectadores, lo que hizo que el especial ganara su período en toda la televisión y registró fuertes ganancias de dos dígitos con respecto al año pasado con Kids 2-11 (7,8/2,6 millones, + 30%), niños de 6 a 11 años (7,7/1,5 millones, +45%), adolescentes de 9 a 14 años (5,7/1,2 millones, +84%) y adultos de 18 a 49 años (1,2/1,3 millones, +33%). Nickelodeon cerró la semana como el programa televisivo más visto en todo el día con niños de 2 a 11 años (2,8/936.000) y espectadores totales (1,8 millones). En el Reino Unido, 273.000 espectadores vieron el episodio y 78.000 espectadores vieron la transmisión en diferido. La transmisión en Canadá recibió 835.000 espectadores, el puesto 23 más alto de la semana en toda la televisión canadiense. En España, el estreno del 20 de diciembre de 2012 recibió 618.000 espectadores convirtiéndose en la 44.ª emisión más alta de ese día.

### Recepción de la crítica
El episodio especial recibió críticas positivas de los críticos de los medios. En su reseña para Los Angeles Times, Robert Lloyd escribió: «Sentí que había estado en algún lugar, viendo esto. Cuando terminó, no estaba listo para irme». David Hinckley del New York Daily News escribió: «Es suficiente para hacerte querer soñar con una Navidad amarilla». Zack Handlen de The A.V. Club calificó el episodio como «lindo, ridículo y no tiene ni un ápice de maldad». Mark Frauenfelder de Boing Boing dijo que «... ellos [los animadores] capturaron perfectamente la apariencia de esos deliciosos y antiguos especiales de stop motion». Judge Dawn Hunt de DVD Verdict calificó el episodio como «un dulce regalo navideño, realzado por números musicales que te dejarán sonriendo». Añadió: «Si estás buscando una nueva visualización navideña, "It's a SpongeBob Christmas!" es definitivamente es digno de consideración». Paul Mavis de DVD Talk aplaudió el episodio y sintió que se convertiría en un clásico que se vería todas las temporadas. El director Walsh dijo que «con suerte, esto se convertirá en una nueva tradición».
Los animadores respondieron a este comentario sobre su interpretación de Santa Claus, diciendo: «Definitivamente queríamos mantener un elemento de extrañeza, aspectos casi aterradores en la historia». Caballero explicó que la idea de hacer que Papá Noel pareciera cansado y extraño surgió cuando vieron un dibujo de él hecho por Marc Ceccarelli o Luke Brookshier. Caballero dijo: «Pensamos que era una gran idea. Así que se nos ocurrió nuestra propia pequeña historia de fondo en la que Fondo de Bikini es la última parada de Santa. Está cansado, quiere llegar a casa, quitarse los zapatos... Nos centramos en la viejas descripciones de Santa como un viejo elfo alegre. Lo imaginamos como humanoide, pero no necesariamente directamente humano».

### Reconocimientos
| Año  | Premio                                                | Categoría                                                                                   | Nominados | Resultado | Ref.          |
| ---- | ----------------------------------------------------- | ------------------------------------------------------------------------------------------- | --- | --------- | ------------- |
| 2013 | Festival Internacional de Cine de Animación de Annecy | Premio especial a una serie de televisión                                                   | It's a SpongeBob Christmas! | Nominado  | [ 33 ]        |
| 2013 | Premios Annie                                         | Mejor producción televisiva animada para niños                                              | It's a SpongeBob Christmas! | Nominado  | [ 34 ] [ 35 ] |
| 2013 | Premios Annie                                         | Dirigir una producción animada de televisión u otro lugar de transmisión                    | Mark Caballero Seamus Walsh | Nominado  | [ 34 ] [ 35 ] |
| 2013 | Premios Annie                                         | Animación de personajes en una producción animada de televisión u otro lugar de transmisión | Dan Driscoll | Ganador   | [ 34 ] [ 35 ] |
| 2013 | Premios Annie                                         | Animación de personajes en una producción animada de televisión u otro lugar de transmisión | Savelen Forrest | Nominado  | [ 34 ] [ 35 ] |
| 2013 | Golden Reel Awards                                    | Mejor edición de sonido: efectos de sonido, foley, diálogos y animación ADR en televisión   | Michelle Fordham, Vincent Guisetti, Jeffrey Hutchins, James Ian Lifton, Paulette Victor Lifton, D.J. Lynch, Wes Otis, Monique Raymond, Ed Steidele, Aran Tanchum | Nominado  | [ 36 ] [ 37 ] |

## Mercancías
Nickelodeon y Random House lanzaron un libro basado en el episodio llamado It's a SpongeBob Christmas!. El libro está ilustrado por Heather Martinez y se publicó el 10 de septiembre de 2013.